# Hugo Pratt

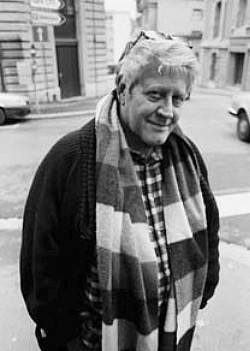
Hugo Pratt (1989)

Hugo Pratt (urodzony jako Ugo Eugenio Prat, ur. 15 czerwca 1927 w Rimini, Włochy, zm. 20 sierpnia 1995 w Grandvaux, Szwajcaria) – włoski twórca komiksowy, który połączył wszechstronne badania historyczne z talentem narratorskim w najsłynniejszej ze swych serii komiksowych – „Corto Maltese” – i w innych dziełach. Uhonorowany zaproszeniem do Will Eisner Award Hall of Fame (Galerii Sław Nagrody Eisnera) w 2005 roku.
W 1946 r. został członkiem tzw. Grupy Weneckiej wraz z Fernando Carcupino, Dino Battaglia i Damiano Damiani.

## Życiorys
Urodzony w Rimini we Włoszech. Jego rodzicami byli mediolańczyk Rolando Prat (ur. 20 marca 1907) i Evelina Genero. Większość dzieciństwa spędził w Wenecji w kosmopolitycznym środowisku rodzinnym. Dziadek od strony ojca był katolikiem o korzeniach angielskich i prowansalskich. Babcia od strony matki była z pochodzenia marranką, druga babcia była pochodzenia tureckiego. Był spowinowacony również z aktorem brytyjskim Borysem Karloffem (urodzonym jako William Henry Pratt). Hugo Pratt uważał siebie za wenecjanina, co przejawia się także w jego twórczości.
W 1937 roku wraz z matką dziesięcioletni Pratt przeniósł się do Abisynii (dziś Etiopia) by dołączyć do ojca, fanatycznego wyznawcy Benito Mussoliniego, który jako członek Milicji Faszystowskiej pełnił służbę jako przygraniczny milicjant i był zaangażowany w okupację Etiopii przez włoskie wojska po dwuletniej wojnie włosko-abisyńskiej lat 1935–1936. Z wybuchem II wojny światowej Hugo w wieku 13 lat przystąpił do milicji kolonialnej. Mówił potem o sobie: „byłem najmłodszym żołnierzem Mussoliniego.” W 1941 roku podczas brytyjskiej ofensywy ojciec Hugo trafił do niewoli, gdzie zachorował i zmarł w lipcu 1942 roku. Hugo z matką byli internowani w obozie Dire Daua, gdzie czekali na repatriację do Włoch. To tam zetknął się z komiksami, które kupował od strażników obozowych. M.in. z powodu obozowego zakazu fotografowania nastoletni Hugo sam zaczął rysować świat dookoła. Mówił potem: „nauczyłem się rysować w Etiopii”. Jego rysunki oddawały rzeczywistość obozową, ale też przyczyniły się do fascynacji uniformami militarnymi oraz insygniami, co znalazło wyraz w wielu jego późniejszych pracach.
W styczniu 1942 Wielka Brytania i Etiopia podpisały traktat w Addis Ababa, który umożliwił ewakuację ok. 10 000 cywilów włoskich z Etiopii. Włoski rząd wysłał cztery włoskie statki do Berbery w Somali Brytyjskim. Po wojnie Pratt wrócił do Wenecji gdzie w 1946 roku wszedł w skład tzw. Grupy Weneckiej. Ich komiksowy magazyn Asso di Picche, który wyszedł początkowo w 1945 jako Albo Uragano koncentrował się na historiach przygodowych. Magazyn przyniósł członkom Grupy Weneckiej sukces i dał im rozgłos szczególnie w Argentynie. Z tego też powodu Hugo Pratt przeniósł się i przebywał w latach 1949–1962 w Buenos Aires, gdzie kierował wydawnictwem Abril. Tam też powstały jego pierwsze komiksy i uczył rysunku w Escuela Panamericana de Arte.
Po powrocie do Włoch w 1962 roku zajął się tworzeniem komiksów. Od 1967 roku powstawała seria o marynarzu-awanturniku Corto Maltese (12 albumów; po polsku wydaje tę serię wydawnictwo Post i Egmont Polska). Inny znany cykl autorstwa Pratta to „Gli Scorpioni del Deserto” (Skorpiony pustyni). We współpracy z przyjacielem, Milo Manarą stworzyli album Indiańskie lato (po polsku wydał go Egmont Polska).
W twórczości Pratta widoczne są cytaty z powieści Hermana Melville’a, Josepha Conrada, Jamesa Fenimore’a Coopera, Jacka Londona czy komiksów Willa Eisnera.

## Dorobek literacki
- Asso di Picche (1945–1949)
- El Sargento Kirk (1953–1959), napisana przez by Héctora Oesterhelda
- Ticonderoga (1957–1958), napisana przez Héctora Oesterhelda
- Ernie Pike (1957–1959), napisana przez Héctora Oesterhelda
- Ann y Dan (Anna nella giungla, Ann of the Jungle, Ann de la jungle, 1959)
- Capitan Cormorant (1962)
- Fort Wheeling (1962)
- Fanfulla (1965–1968), napisana przez Milo Milani (wydanie polskie 2017)
- Corto Maltese (1967–1992) (wydanie polskie 2004–2011; 2017)
- Gli scorpioni del deserto – Skorpiony pustyni, The Scorpions of the Desert (1969–1992)
- Sven – L’homme des Caraïbes (1976)
- La macumba du Gringo (1977)
- À l’Ouest de l’Éden (1978)
- Jesuit Joe (1980)
- Tutto ricominciò con un’estate indiana (Indiańskie lato), 1983, z Milo Manara (wydanie polskie 2006)
- Cato Zulu (1984-88)
- El Gaucho (1991), z Milo Manara (wydanie polskie 2007)
- Saint-Exupéry – le dernier vol (1994)
- Morgan (1995)